# Hochschule der Bildenden Künste Saar
Die Hochschule der Bildenden Künste Saar in Saarbrücken (HBKsaar) ist die einzige Kunsthochschule des Saarlandes. Sie wurde 1989 gegründet und ging aus der 1924 gegründeten Staatlichen Schule für Kunst und Kunstgewerbe und der ab 1946 bestehenden Schule für Kunst und Handwerk hervor. 1971 bis 1989 war sie mit der heutigen Hochschule für Technik und Wirtschaft des Saarlandes zur Fachhochschule des Saarlandes zusammengeschlossen.
Das Bildungskonzept ist projektorientiert und interdisziplinär angelegt. Der Unterricht findet weitgehend als Atelier- und Projektarbeit mit integrierten Fach- und Theorieangeboten statt. Die auf Flexibilität setzende Bildungsstruktur sieht daher eine hohe Durchlässigkeit zwischen den einzelnen Studiengängen und eigenständiges Arbeiten vor.

## Studiengänge
An der Hochschule werden folgende Studiengänge angeboten:
- Freie Kunst
- Kommunikationsdesign
- Produktdesign
- Media Art & Design
- Kunsterziehung

Masterstudiengänge
Neben den Masterstudiengängen Freie Kunst, Kommunikationsdesign, Produktdesign und Media Art & Design werden an der Hochschule der Bildenden Künste Saar fünf weitere, spezialisierte Masterstudiengänge angeboten.
Diese spezialisierten Masterstudiengänge – Kuratieren, Museumspädagogik, Netzkultur/Designtheorie, Public Art/Public Design – sind eng vernetzt mit dem regulären Lehrangebot der Hochschule und akzentuieren in ihrer Schwerpunktsetzung besondere berufsqualifizierende Aspekte.

## Abschlüsse und Regelstudienzeit
Als ersten berufsqualifizierenden Abschluss verleiht die HBKsaar in einem Bachelorstudiengang den Grad Bachelor of Arts, in einem Diplomstudiengang den Grad Diplom.
Nachfolgend kann in einem Masterstudiengang der Grad Master of Arts erlangt werden.
Die Studiengänge Kunsterziehung schließen mit der Ersten Staatsprüfung ab.
Die Regelstudienzeit in einem Bachelorstudiengang beträgt acht Semester, in einem Diplomstudiengang zehn Semester und umfasst das Grundstudium (vier Semester) und das Hauptstudium.
Darüber hinaus ist das Meisterstudium ein Aufbaustudium nach erfolgreichem Abschluss eines Bachelor-, Diplom- oder Magisterstudiums und der Zusage einer Professorin/eines Professors, die/der das Meisterstudium begleitet. Die Studiendauer beträgt wahlweise zwei oder vier Semester und schließt mit der Ernennung zur/zum Meisterstudierenden ab.
Die Regelstudienzeit für das Studium Kunsterziehung für das Lehramt an Gymnasien und Gesamtschulen sowie für berufliche Schulen beträgt zehn Semester, für das Lehramt an Real- und Gesamtschulen und Haupt- und Gesamtschulen acht Semester.

## Standorte

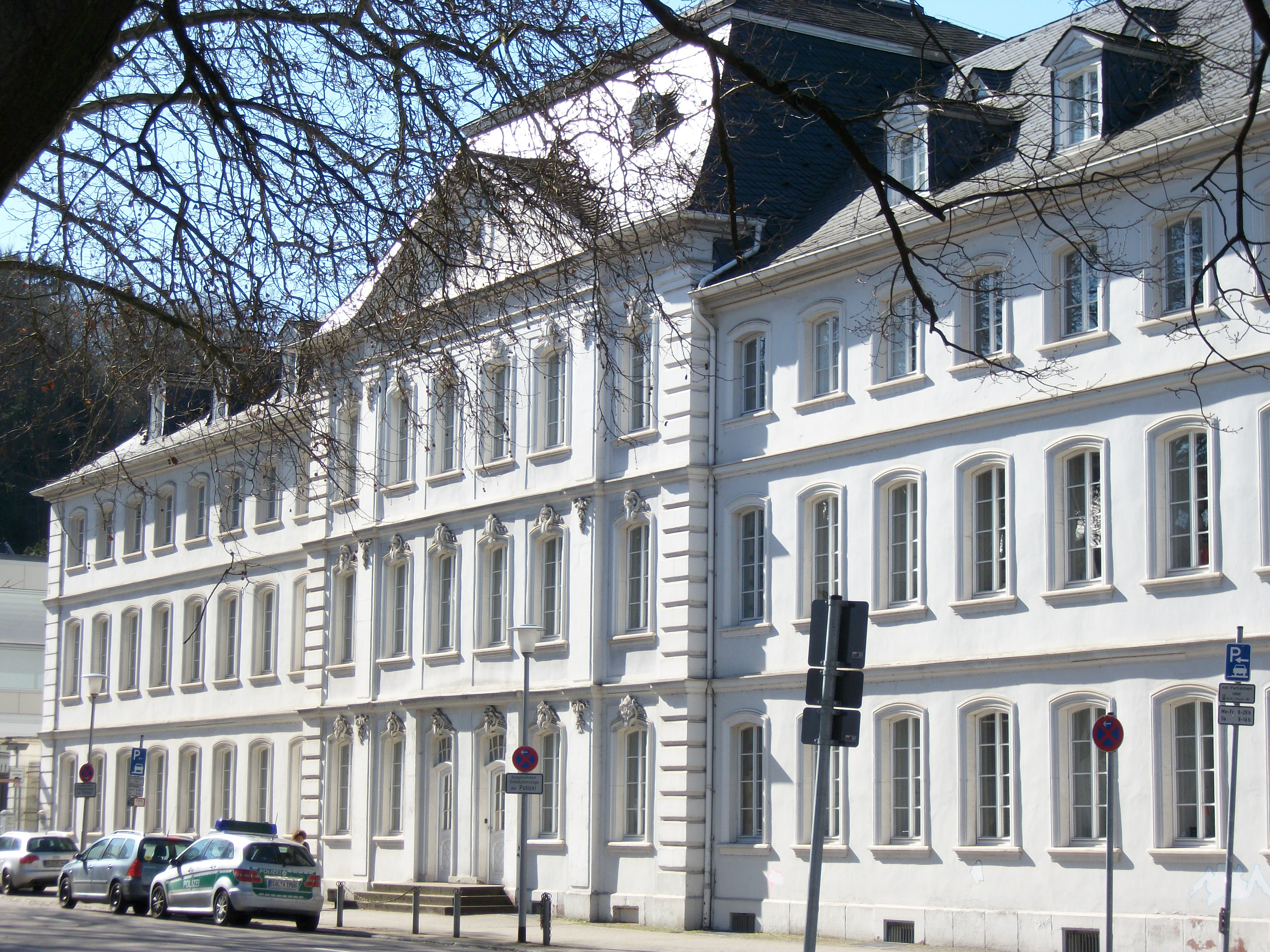
Hauptgebäude

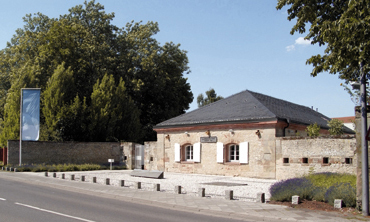
Institut für aktuelle Kunst (Laboratorium) in Saarlouis

Das Hauptgebäude der Kunsthochschule, ein historischer Barockbau, in dem ursprünglich ein Waisenhaus und später Klassenräume für das benachbarte Ludwigsgymnasium untergebracht waren, befindet sich zusammen mit dahinter liegenden Pavillonbauten hinter der Ludwigskirche im Zentrum Saarbrückens. Hier sind neben Rektorat und Verwaltung die Bibliothek und Mediathek, das Archiv, Atelier- und Seminarräume, mechanische Werkstätten, ein Fotolabor sowie eine Cafeteria untergebracht. Am nahen „Tummelplatz“ steht der Hochschule ein Druckzentrum zur Verfügung.
Das sogenannte E-Haus, ein weiteres benachbartes ehemaliges Schulgebäude, beherbergt Atelierräume sowie die Foto-, Ton- und Videostudios der Hochschule.
Zusätzliche Flächen nutzt die HBKsaar in Völklingen auf dem Gelände eines ehemaligen Stahlhüttenwerkes, der Völklinger Hütte, das seit 1994 zum Weltkulturerbe der UNESCO zählt. Hier sind seit 1989 die Ateliers für Plastik und Bildhauerei mit verschiedenen Werkstätten untergebracht. Seit der vollständigen Sanierung der Räumlichkeiten Ende 2003 stehen dort weitere Ateliers, Werk- und Projekträume für Gastdozenten sowie für Seminare, Workshops und Ausstellungen der Hochschule zur Verfügung. Der Standort Völklingen wird zudem als Entwicklungszentrum für interdisziplinäre Projekte ausgebaut und ist Standort des S_A_R Projektbüros.
Der Hochschule angegliedert ist das Institut für aktuelle Kunst im Saarland am Standort Saarlouis.

## Rektorinnen und Rektoren
- 1989–1990: Jo Enzweiler (* 1934), Gründungsrektor
- 1990–1993: Ulrike Rosenbach (* 1943)
- 1993–2001: Horst Gerhard Haberl (* 1941)
- 2001–2004: Diethard Adt (* 1939)
- 2004–2013: Ivica Maksimovic (* 1953)
- 2013–2021: Gabriele Langendorf (* 1961)
- seit Oktober 2021: Christian Bauer (* 1979)

## Bekannte Professorinnen und Professoren an der HBKsaar
- Jo Enzweiler (* 1934), Malerei und Zeichnung (bis 1999)
- Bodo Baumgarten (1940–2022), Malerei und Zeichnung (bis 2005)
- Wolfgang Nestler (* 1943), Bildhauerei und Plastik (bis 2007)
- Ulrike Rosenbach, (* 1943) Performance und Neue Künstlerische Medien (bis 2007)
- Sigurd Rompza (* 1945), Malerei (bis 2011)
- Christina Kubisch (* 1948), Plastik und audiovisuelle Kunst (bis 2013)
- Andreas Brandolini (* 1951), Möbel- und Ausstattungsdesign (bis 2017)
- Daniel Hausig (* 1959), Intermedia/Licht[4]
- Gabriele Langendorf (* 1961), Malerei und Zeichnung
- Georg Winter (* 1962), Bildhauerei, Kunst im öffentlichen Raum
- Bettina Catler-Pelz (* 1963), Licht in der Bildenden Kunst (Gastprofessur seit 2015)[5]
- Sung-Hyung Cho (* 1966), künstlerischer Film, künstlerisches Bewegtbild
- Indra Kupferschmid (* 1973), Kommunikationsdesign und Typografie
- Katharina Hinsberg (* 1967), Konzeptuelle Malerei und Installation

## Bekannte Alumni
- Alfons Kolling (1922–2003), Archäologe
- Herbert Strässer (1930–2005), Bildhauer
- Göta Tellesch (1932–2013), Malerin
- Mary Bauermeister (1934–2023), Künstlerin
- Wolfgang Kermer (* 1935), Kunsthistoriker und Kunstpädagoge
- Horst Linn (* 1936), Bildhauer
- Charly Lehnert (1938–2025), Grafik-Designer, Verleger, Buchautor, Moderator
- Ellen Marx (1939–2023), Künstlerin und Autorin
- Horst Hübsch (1952–2001), Maler
- Hans Huwer (* 1953),  Maler und Grafiker
- Dieter Call (* 1961), Bildender Künstler, Musiker und Dozent
- Arvid Boecker (* 1964), Maler und Kurator
- Katharina Krenkel (* 1966), Grafikerin und Bildhauerin
- Stoll & Wachall (* 1968; * 1965), Künstlerinnenduo
- Andrea Neumann (1969–2020), Malerin
- Ingrid Mwangi (* 1975), Multimediakünstlerin
- Flix (* 1976), Comiczeichner
- Alexander Karle (* 1978), Maler und Videokünstler
- Frank Grießhammer (* 1983), Designer
- Anja Voigt (* 1985),  Bildende Künstlerin
- Camilo Berstecher Barrero (* 1988), Filmemacher
- Jonathan Kunz (* 1988), Comicautor
- Elizabeth Pich (* 1989), Comicautorin
- Bahzad Sulaiman (* 1991), Bildender Künstler und Performance-Künstler
- Jörn Michaely (* 1994), Filmemacher